# Націоналістична партія (Громадянська війна в Іспанії)
Націоналістична партія (ісп. Bando nacional), також відома в Іспанії як Фракція націоналістів або фракція повстанців (ісп. Bando sublevado) — основна політична партія або фракція, що діяла за часи громадянської війни в Іспанії 1936—1939 років. Вона складалася з різноманітних політичних груп правого спрямування, які підтримали Іспанський переворот у липні 1936 року проти Другої Іспанської республіки та Республіканської фракції та прагнули повалити режим Мануеля Асанью. Зокрема до Націоналістичної фракції входили прихильники «фалангістів», CEDA та двох конкуруючих монархічних претендентів: «альфоністи» Іспанської реновації та «карлісти» традиціоналістської спільноти. У 1937 році всі групи об'єдналися у FET y de las JONS. Після смерті перших лідерів фракції генерал Франсіско Франко, один з учасників перевороту 1936 року, очолював націоналістів протягом більшої частини війни і залишився диктатором Іспанії до 1975 року.
Термін «націоналісти» або «націонали» (ісп. nacionales) був введений Йозефом Геббельсом після візиту 24 липня 1936 року таємної іспанської делегації на чолі з капітаном Франсіско Аррансом із проханням про військову допомогу, щоб приховати легітимність допомоги нацистської Німеччини іспанським військовим повстанцям. Лідерам угруповання повстанців, яких єпископ Саламанки Енріке Пла і Деніель вже назвав «хрестоносцями», а також використовував термін «Крузада» для своєї кампанії.
Термін Bando nacional — як і термін rojos (червоні) для позначення лоялістів — деякими авторами розглядається як термін, пов'язаний з пропагандою цієї фракції. Протягом громадянської війни термін «націонал» переважно використовувався членами та прихильниками повстанської фракції, тоді як її опоненти використовували терміни «фашисти» (ісп. fascistas) або сектанти (ісп. facciosos) для позначення цієї фракції.